# عاشيق علي عسكار
عاشيق علي عسكار (اسم الميلاد علي عسكار الإمام أوغلو) - مغني وعازف وشاعر أذربيجاني اشتهر في القرن التاسع عشر وأوائل القرن العشرين.

## سيرته ذاتية
ولد عاشيق علي عسكار عام 1821، في قرية اغكيلسا التابعة لناحية جويشا.
نشأ عاشيق علي عسكار في أسرة فقيرة. بالإضافة إلى ذلك، كان للعائلة 3 أشقاء وشقيقتان.
بسبب الصعوبات المالية في اسرته عمل علي عسكار من سن 14 في مزرعة مالك الأرض الثري كربلة قوربان. ولقد أمضى عاشيق علي عسكار طفولته في قرية أغكيليسا وكان غير متعلم.
كانت مدرسة علي عسكار هو عاشيق علي. كتب علي عسكار القصائد، وخلق ألحان الرماد عليها، وأداها ببراعة في الساز، وكان ضليعًا في أشكال شعر الأشوق.
أعجب الشاعر وكاتب النثر الروسي ياكوف بولونسكي بأداء عاشيق علي عسكار.
كان لهُ دور فعال ومتميز في العديد من حفلات الزفاف الهامة في مناطق نخجوان، ومقاطعة قازاخ، وقره باغ، وجوانشير، وكنجه، وكالبجار.

## وفاته
توفي عاشيق علي عسكار في أغكيليس في 7 مارس 1926.

## أنظر أيضا
- عاشيق
- مقام أذربيجاني